# بيكاديلي

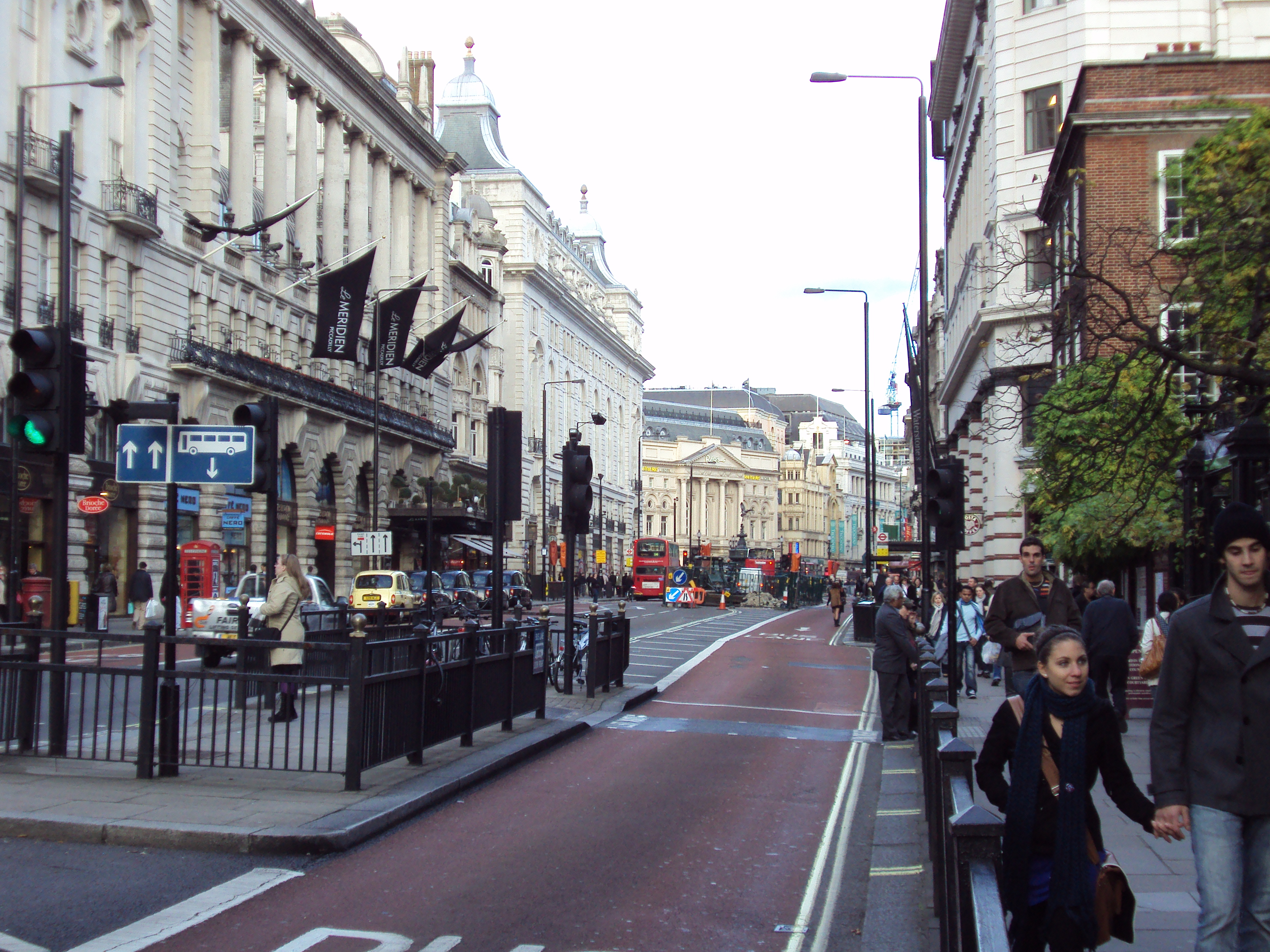
منظر لشارع بيكاديلي وفندق لو ميريديان، باتجاه ميدان بيكاديلي

بيكاديلي (بالإنجليزية: Piccadilly)‏ هو شارع في مدينة وستمنستر، لندن، جنوب مي فير، بين هايد بارك كورنر في الغرب وميدان بيكاديلي في الشرق. هو جزء من طريق A4 الذي يربط وسط لندن بهامرسميث وإيرلز كورت ومطار لندن هيثرو وخط إم4 السريع باتجاه الغرب. تقع منطقة سانت جيمس في الجنوب من القسم الشرقي، بينما تم بناء الجزء الغربي على الجانب الشمالي فقط. يبلغ طول شارع بيكاديلي أقل من ميل واحد (1.6 كيلومتر)، وهو واحد من أوسع الشوارع في وسط لندن.
كان الشارع طريقاً رئيسياً منذ العصور الوسطى على الأقل، حيث كان يُعرف آنذاك باسم «الطريق إلى ريدنغ» (the road to Reading) أو «الطريق من كولنبروك» (the way from Colnbrook). حوالي عام 1611 أو 1612، حصل روبرت بيكر على أرض في المنطقة، وازدهرت من خلال صنع وبيع البيكاديل. بعد فترة وجيزة من شراء الأرض، قام بتغليفها وأقام العديد من المساكن، بما في ذلك منزله، قاعة بيكاديلي. ما يُعرف الآن بشارع بيكاديلي تم تسميته بشارع البرتغال في عام 1663 على اسم كاثرين من براغانزا، زوجة تشارلز الثاني، وازدادت أهميته بعد إغلاق الطريق من تشارينغ كروس إلى هايد بارك كورنر للسماح بإنشاء غرين بارك في عام 1668. بُنيت بعض أكثر المنازل الفخمة في لندن على الجانب الشمالي من الشارع خلال هذه الفترة، منها بيت كلارندون (Clarendon House) وبيت بيرلينجتون (Burlington House) في عام 1664. تم بناء بيت بيركلي (Berkeley House) في نفس فترة بناء بيت كلارندون تقريباً، وقد دمّره حريق في عام 1733، وأعاد ويليام كافنديش، دوق ديفونشاير الثالث بناءه باسم بيت ديفونشاير (Devonshire House) في 1737. تم استخدام الشارع لاحقًا كمقر رئيسي لحزب الأحرار البريطاني. كان بيت بيرلينجتون منذ ذلك الحين موطنًا للعديد من المؤسسات المشهورة، بما في ذلك الأكاديمية الملكية للفنون، وجمعية لندن الجيولوجية، وجمعية لينيان، والجمعية الفلكية الملكية. كان للعديد من أفراد عائلة روتشيلد قصور في الطرف الغربي من الشارع. تم تكريس كنيسة القديس جيمس في عام 1684 وأصبحت المنطقة المحيطة بها أبرشية سانت جيمس.
كان قبو أولد وايت هورس، ذو الرقم 155، أحد أشهر فنادق التدريب في إنجلترا بحلول أواخر القرن الثامن عشر، وفي ذلك الوقت أصبح الشارع موقعًا مفضلاً لبائعي الكتب. ظهر فندق باث حوالي عام 1790، وتم بناء بيت والسينغهام في عام 1887. تم شراء كل من باث ووالسينغهام وهدمهما، وتم بناء فندق الريتز المرموق في موقعهما في عام 1906.
تم افتتاح محطة بيكاديلي سيركيس، في الطرف الشرقي من الشارع عام 1906، وأعيد بناؤه وفقًا لتصميمات تشارلز هولدن بين عامي 1925 و1928.
اشتهرت بيكاديلي بكونها مكانا لشراء الهيروين، وكان سيئ السمعة في الستينيات كمركز لتهريب المخدرات في لندن. اليوم، يعتبر أحد شوارع التسوق الرئيسية في لندن. تشمل معالمه فندق الريتز وفورتنام أند ميسون والأكاديمية الملكية للفنون وسفارة اليابان والمفوضية العليا لمالطا، وغيرها.
ألهم شارع بيكاديلي العديد من الأعمال الخيالية، بما في ذلك أوسكار وايلد في مسرحيته «أهمية أن تكون جادًا»، وأيضا أعمال بي جي وودهاوس. الشارع هو واحد من مجموعة المربعات على لوحة لعبة مونوبولي.

## التاريخ

### التاريخ المبكر

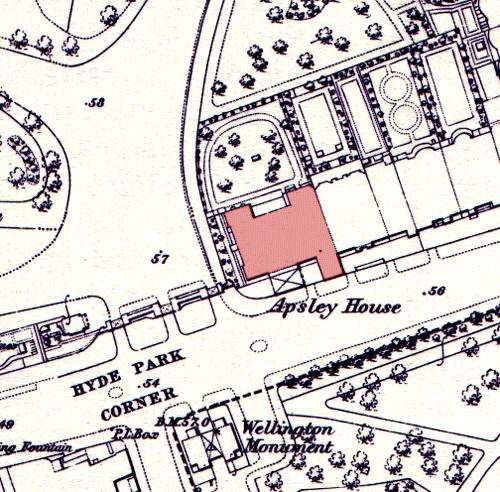
أبسلي هاوس على خريطة عام 1869. تم هدم المنازل المجاورة في أوائل الستينيات للسماح بتوسيع بارك لين. تم نقل قوس ولنغتون منذ هذا الوقت.

كان الشارع جزءًا من طريق رئيسي لعدة قرون، على الرغم من عدم وجود دليل على أنه كان جزءًا من الطرق الرومانية، على عكس أكسفورد ستريت في الشمال. في العصور الوسطى كان الشارع يُعرف باسم «الطريق إلى ريدنغ» أو «الطريق من كلنبروك». خلال عصر تيودور، جعلت الظروف المستقرة نسبيًا التوسع خارج أسوار مدينة لندن مشروعًا أكثر أمانًا، وأصبحت المضاربة على الممتلكات مشروعًا مربحًا.
منحت الملكة إليزابيث الأولى قطعة أرض تحدها شوارع كوفنتري وشيروود وغلاسهاوس وروبرت وخط محكمة سميث إلى ويليام دودنجتون، وهو رجل نبيل من لندن. وبعد عام أو نحو ذلك، بين سنتي 1559 و1560، أصبحت في ملكية توماس ويلسون من سانت بوتولف دون ألدجيت. ثم بعد ذلك، انتقلت ملكية قطعة الأرض بين عدد من الأشخاص. 

### القرن السابع عشر

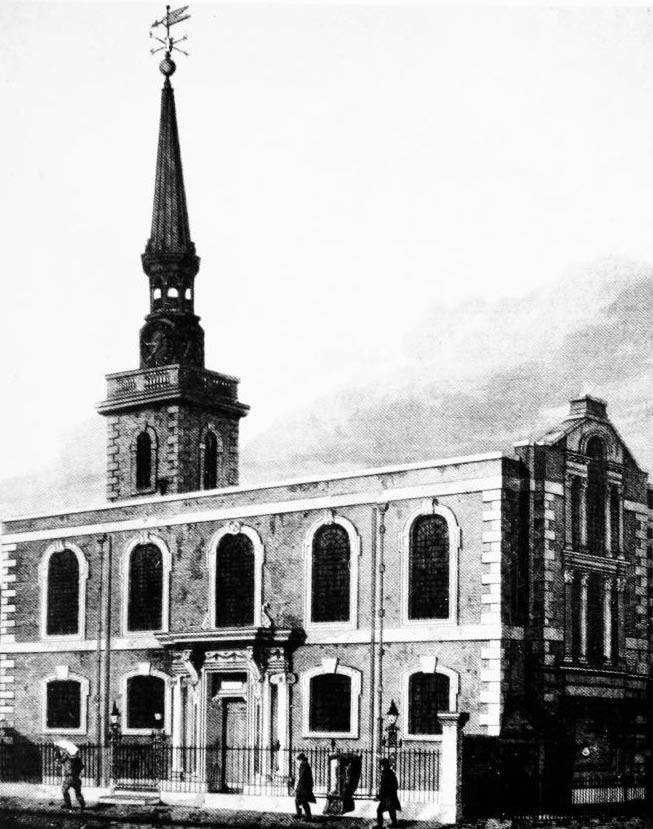
تقع كنيسة سانت جيمس في بيكاديلي منذ عام 1684، وقد صممها المُهندس كريستوفر رن

تم تسمية بيكاديلي بشارع البرتغال عام 1663 على اسم كاثرين من براغانزا زوجة تشارلز الثاني. ازدادت أهميته بالنسبة لحركة المرور بعد إغلاق طريق سابق من تشارينغ كروس إلى هايد بارك كورنر للسماح بإنشاء غرين بارك في عام 1668. بعد استرداد الملكية الإنجليزية عام 1660، شجع تشارلز الثاني على تطوير شارع البرتغال والمنطقة الشمالية (مي فير)، وأصبحت مناطق سكنية عصرية. تم بناء بعض أفخم القصور في لندن على الجانب الشمالي من الشارع. اشترى إدوارد هايد، إيرل كلارندون الأول، والمستشار السياسي المقرب للملك، أرض لمنزل؛ تم بناء بيت كلارندون (الآن موقع شارع ألبيمارل) في عام 1664، وباع إيرل الأرض الفائضة جزئيًا للسير جون دينهام، الذي بنى ما أصبح فيما بعد بيت بيرلينجتون. اختار دينهام الموقع لأنه كان في ضواحي لندن محاطاً بالحقول. تم استخدام البيت لأول مرة لإيواء الفقراء، قبل أن يعيد إيرل بيرلينجتون الثالث بناءه في عام 1718. تم بناء بيت بيركلي في نفس فترة بناء بيت كلارندون تقريباً.  دمره حريق في عام 1733، وأعيد بناؤه باسم بيت ديفونشاير في عام 1737 من قبل ويليام كافنديش، دوق ديفونشاير الثالث، واستُخدم لاحقًا كمقر لحزب الأحرار البريطاني. بقي بيت ديفونشاير حتى عام 1921، عندما قام ببيعه إدوارد كافنديش، دوق ديفونشاير العاشر، لإعادة تطويره مقابل مليون جنيه إسترليني. أصبح بيت بيرلينجتون منذ ذلك الحين مقرّا للعديد من المؤسسات المشهورة، بما في ذلك الأكاديمية الملكية للفنون، وجمعية لندن الجيولوجية، وجمعية لينيان، والجمعية الفلكية الملكية والجمعية الملكية للكيمياء وغيرها.

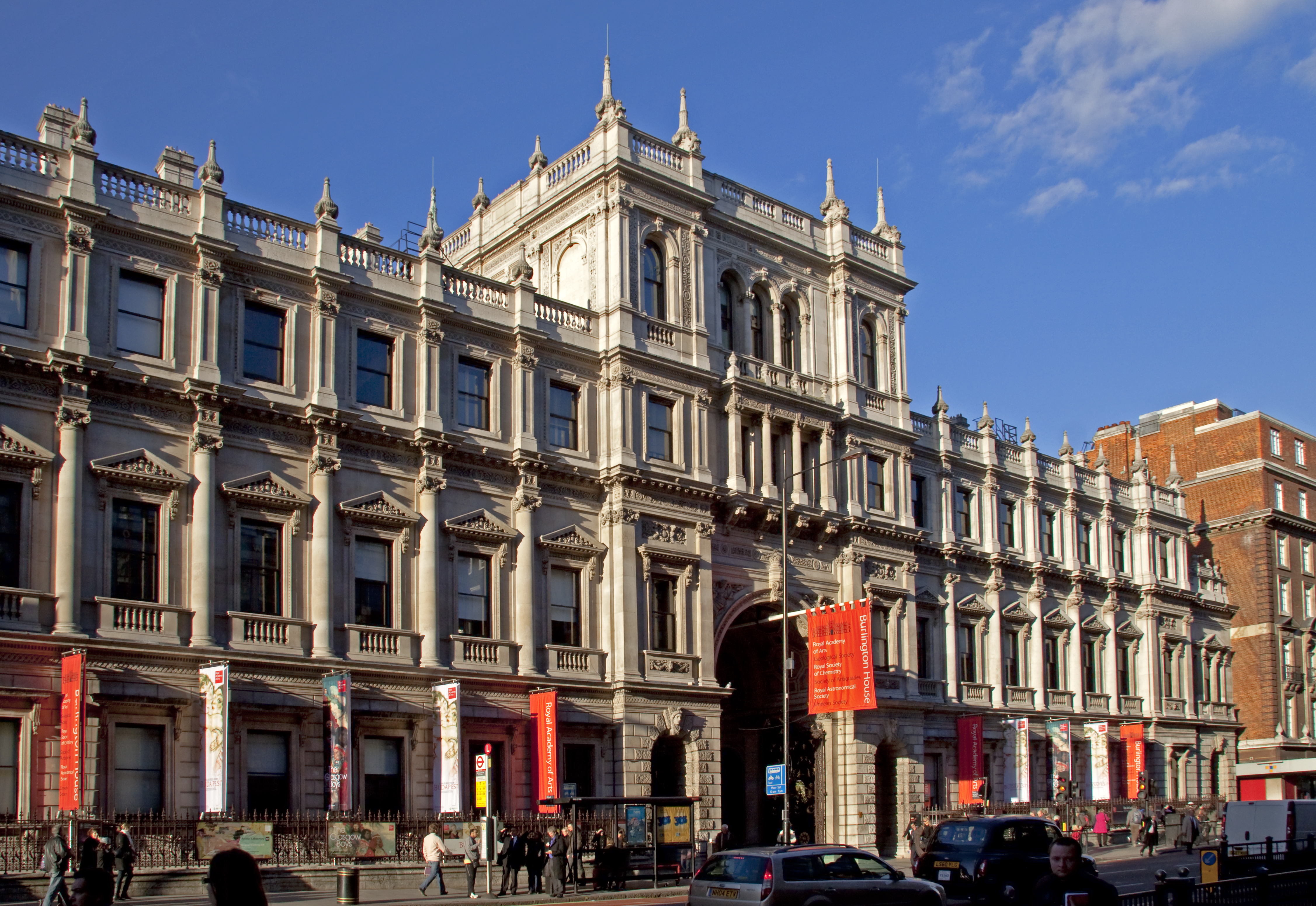
بيت بيرلينجتون، موطن العديد من الجمعيات العلمية

تم تأجير الأرض الواقعة إلى الجنوب من بيكاديلي إلى أمناء إيرل سانت ألبانز في عام 1661 لمدة ثلاثين عامًا، وتم تمديدها لاحقًا إلى عام 1740. وقد منح الملك للسير إدوارد فيليرز رقم 162-165 التملك الصرف في عام 1674. تم إنشاء نُزل الدب الأبيض بين ما يُعرف الآن برقم 221 بيكاديلي وشارع جيرمين الموازي منذ عام 1685. وظل قيد الاستخدام طوال القرن الثامن عشر قبل أن يتم هدمه في عام 1870 لإفساح المجال لمطعم.
تم اقتراح كنيسة سانت جيمس لأول مرة في عام 1664، عندما أراد السكان أن تصبح المنطقة أبرشية منفصلة عن سانت مارتن في الحقول. بدأ البناء في عام 1676. صمم المبنى كريستوفر رن، وكلّف حوالي 5000 جنيه إسترليني. تم تكريسها عام 1684، عندما أصبحت المنطقة المحيطة بها أبرشية سانت جيمس.
بحلول عام 1680، تم هدم أو بناء معظم العقارات السكنية الأصلية على طول شارع البرتغال. تم تطبيق اسم (بيكاديلي) على جزء من الشارع شرق شارع سوالو (Swallow) بحلول عام 1673، وأصبح في النهاية الاسم الفعلي لكامل شارع البرتغال. وصف مخطط للمنطقة المحيطة بأبرشية سانت جيمس عام 1720 الطريق بأنه «شارع البرتغال المعروف أيضًا باسم بيكاديلي». تشير خريطة جون روك في لندن، التي نُشرت عام 1746، إلى الشارع بأكمله باسم بيكاديلي.

### القرنين الثامن عشر والتاسع عشر

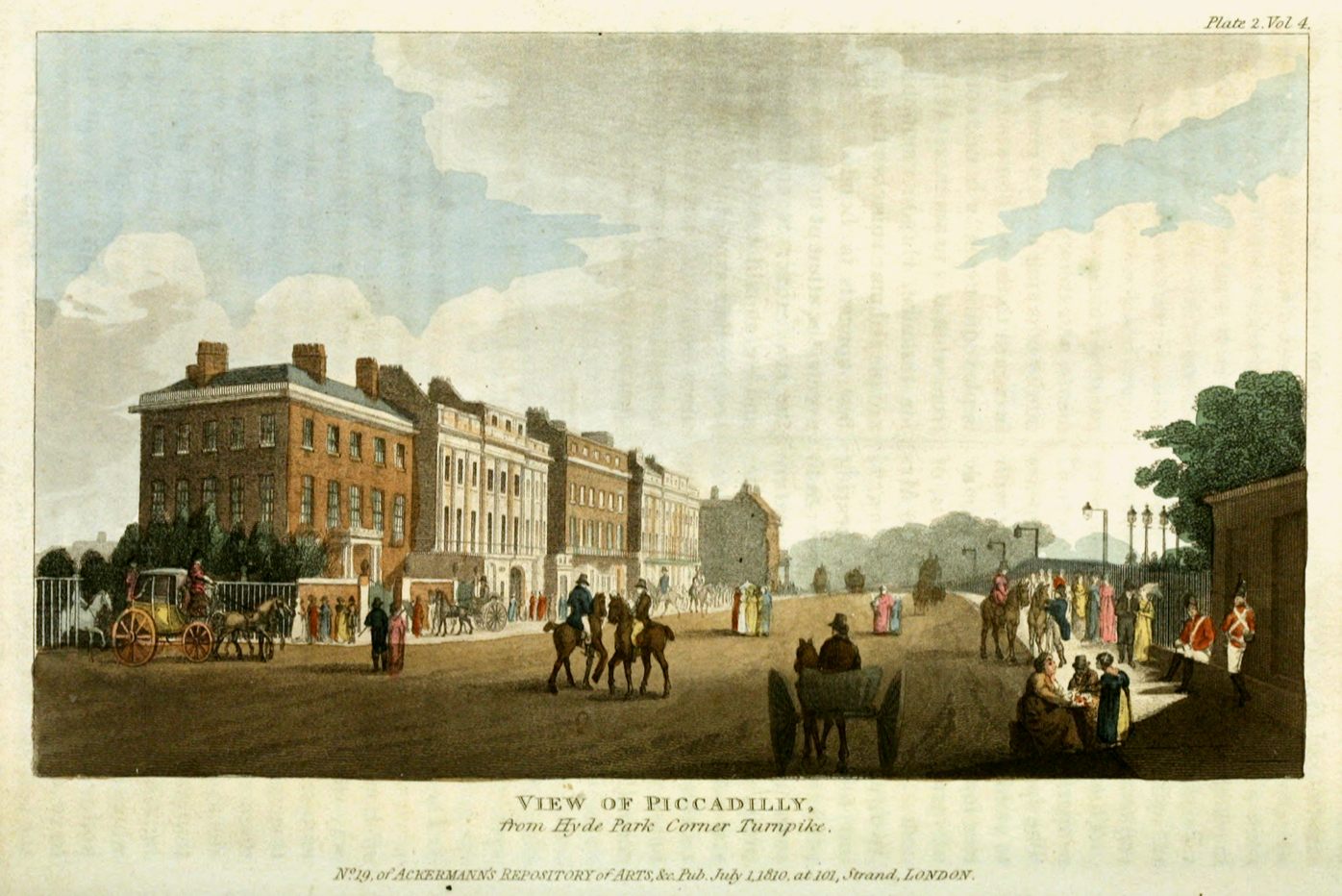
منظر لشارع بيكاديلي من هايد بارك كورنر عام 1810

تم تطوير بيكاديلي بشكل متزايد، وبحلول منتصف القرن الثامن عشر تم بناؤه باستمرار حتى حدود هايد بارك كورنر. أدى تطوير طريق سانت جيمس ومي فاير على وجه الخصوص إلى جعل بيكاديلي أحد أكثر الطرق ازدحامًا في لندن. بدأ هيو ميسون وويليام فورتنام شراكة متجر فورتنام أند ميسون في بيكاديلي عام 1705، لبيع الشموع المعاد تدويرها من قصر باكنغهام. بحلول عام 1788، باع المتجر الدواجن واللحوم المحفوظة في وعاء والكركند والقريدس والفطائر والبيض الاسكتلندي والفواكه الطازجة والمجففة.
اكتسب الشارع شهرة في العديد من النُّزل والحانات خلال هذه الفترة. كان قبو أولد وايت هورس، في رقم 155، أحد أشهر نزل التدريب في إنجلترا ولكن تم تدميره لاحقًا. ظهر فندق باث حوالي عام 1790، تم هدم كل من باث ووالسينغهام عندما تم افتتاح فندق الريتز في الموقع عام 1906.
رقم 106، على ناصية شارع بيكاديلي وشارع بريك، تم بناؤه لصالح هيو هونلوك (Hugh Hunlock) في عام 1761. وكان مملوكًا لاحقًا لإيرل كوفنتري السادس الذي أعاد تشكيله حوالي عام 1765. في عام 1869، أصبح موطنًا لنادي سانت جيمس، وهو نادٍِ للسادة ظل هناك حتى عام 1978. المبنى الآن هو فرع لندن لجامعة ليمكوك وينج للتقنية الإبداعية.
كان للعديد من أفراد عائلة روتشيلد قصور في الطرف الغربي من الشارع. نقل ناثان ماير روتشيلد مقره المصرفي إلى رقم 107 في عام 1825، وأدّى تشييد المباني الكبيرة الأخرى، مع قاعات الرقص والسلالم الرخامية، إلى أن يُشار إلى الشارع بالعامية باسم (روتشيلد). عاش فرديناند دي روتشيلد في رقم 143 مع زوجته إيفيلينا بينما عاش ليونيل دي روتشيلد في رقم 148. تم تصميم منزل ملبورن من قبل ويليام تشامبرز لبنيستون لامب، أول فيسكونت ميلبورن، وتم بناؤه بين 1770 و1774. تم تحويله إلى شقق في عام 1802، وهو الآن مجمع سكني باسم (ألباني). كان المنزل مقر إقامة رئيس الوزراء البريطاني وليم غلادستون وإدوارد هيث. صمم أوين جونز قاعة سانت جيمس وتم بناؤها بين سنتي 1857 و1858. ألقى تشارلز ديكنز عدة قراءات لرواياته في القاعة، بما في ذلك آمال عظيمة وأوليفر تويست. استضافت القاعة عروضاً من أنتونين دفورجاك وإيدفارد جريج وبيتر إليتش تشايكوفسكي. تم هدمها عام 1905، وحل محله فندق بيكاديلي.

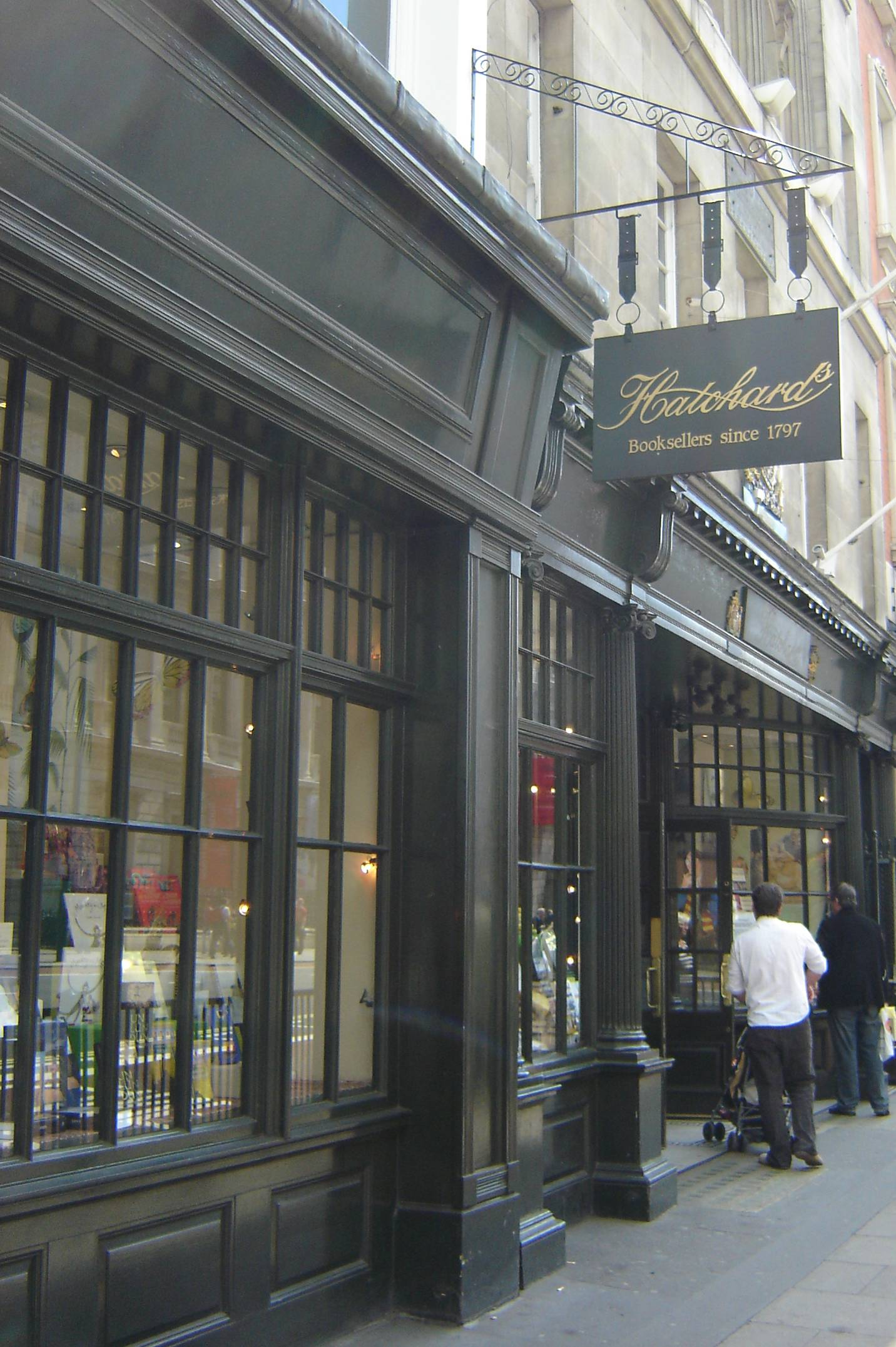
تأسست شركة بيع الكتب هاتشاردس (Hatchards) في بيكاديلي منذ عام 1797

في أواخر القرن الثامن عشر، كان بيكاديلي مكانًا مفضلاً لبائعي الكتب. في عام 1765، افتتح جون ألمون متجرًا في رقم 178، كان يتردد عليه اللورد تمبل واليمينيين الآخرين. افتتح جون ستوكديل متجرًا في رقم 181 في عام 1781. واستمرّ العمل بعد وفاته في عام 1810، وكانت أسرته تُديره حتى عام 1835. تعتبر «هاتشاردس» الآن أقدم مكتبة في بريطانيا، افتتحت يد جون هاتشارد في رقم 173 سنة 1797؛ انتقلت إلى الموقع الحالي في رقم 189-90 (الآن رقم 187) في عام 1801. انتقلت مطبعة (Aldine) إلى بيكاديلي من شارع (Chancery Lane) في عام 1842، وبقيت هناك حتى عام 1894.
تم تصميم القاعة المصرية في رقم 170، سنة 1812 من قبل بي إف روبنسون لـ دبليو بولوك في ليفربول، على غرار العمارة المصرية القديمة، ولا سيما مجمع معابد دندرة. وصفها أحد المؤلفين بأنها «واحدة من أغرب الأماكن التي عرفتها بيكاديلي على الإطلاق». كان مكانًا للمعارض من قبل جمعية الرسامين في ألوان الماء وجمعية الفنانات خلال القرن التاسع عشر. احتوت على العديد من الآثار المصرية. في مزاد في يونيو 1822، تم بيع تمثالين «غير كاملين» لسخمت بمبلغ 380 جنيهًا إسترلينيًا، وتم بيع تمثال آخر بمبلغ 300 جنيه إسترليني.
المبنى في 190-195، الذي بني بين سنتي 1881 و1883، يضم المعهد الملكي للرسامين في الألوان المائية والمعروف باسم «معارض المعهد الملكي». رقم 195 هو الآن مقرّ الأكاديمية البريطانية لفنون السينما والتلفزيون.

### القرنين 20 و21

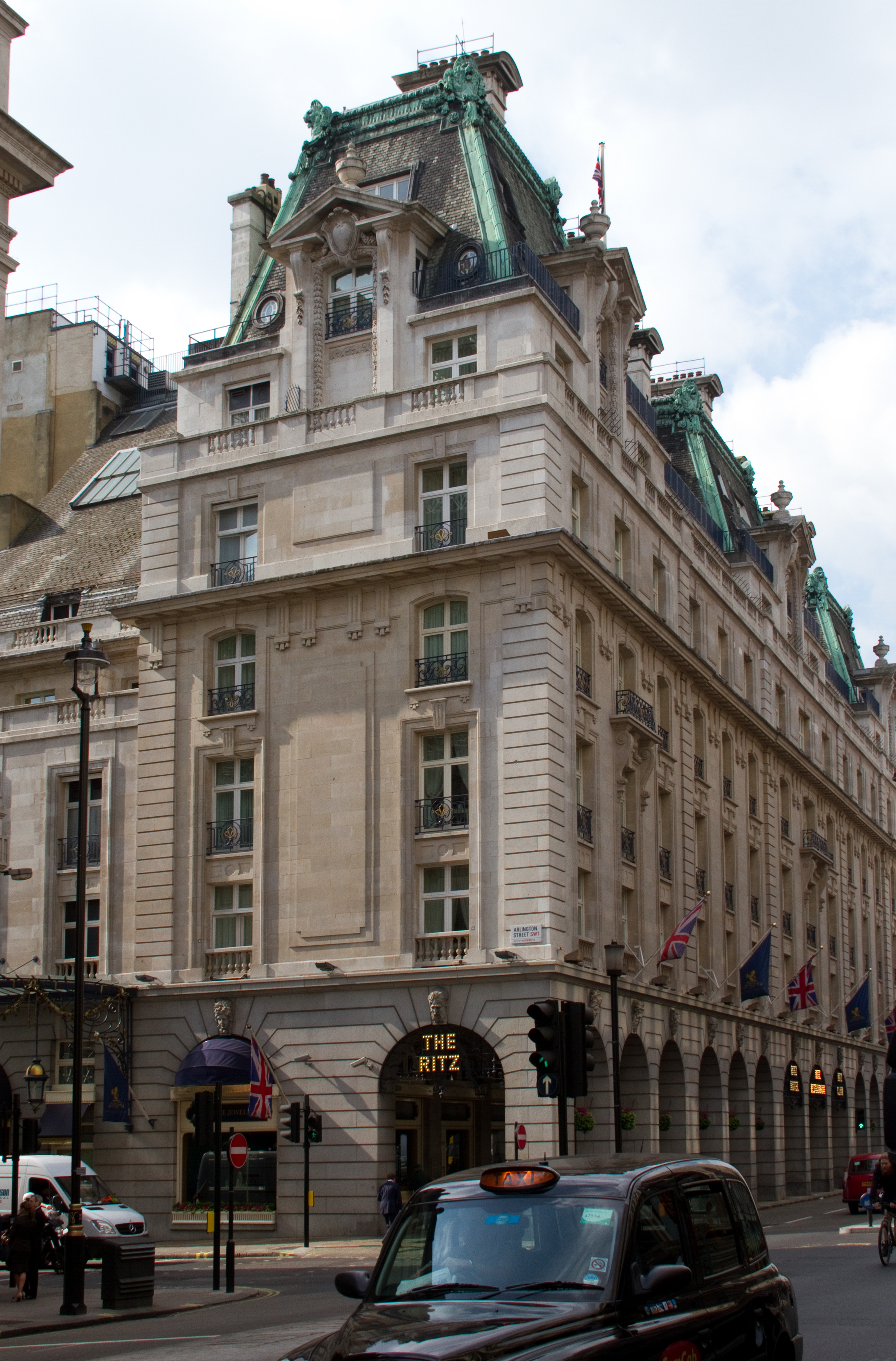
تم افتتاح فندق الريتز في بيكاديلي عام 1906

بحلول العشرينات من القرن الماضي، تم هدم معظم المباني القديمة في الشارع أو كانت قيد الاستخدام المؤسسي؛ تسببت الضوضاء المرورية في إبعاد السكان، ولكن بقيت بعض العقارات السكنية. عاش ألبرت، دوق يورك، في رقم 145 عند توليه لقب الملك جورج السادس عام 1936.

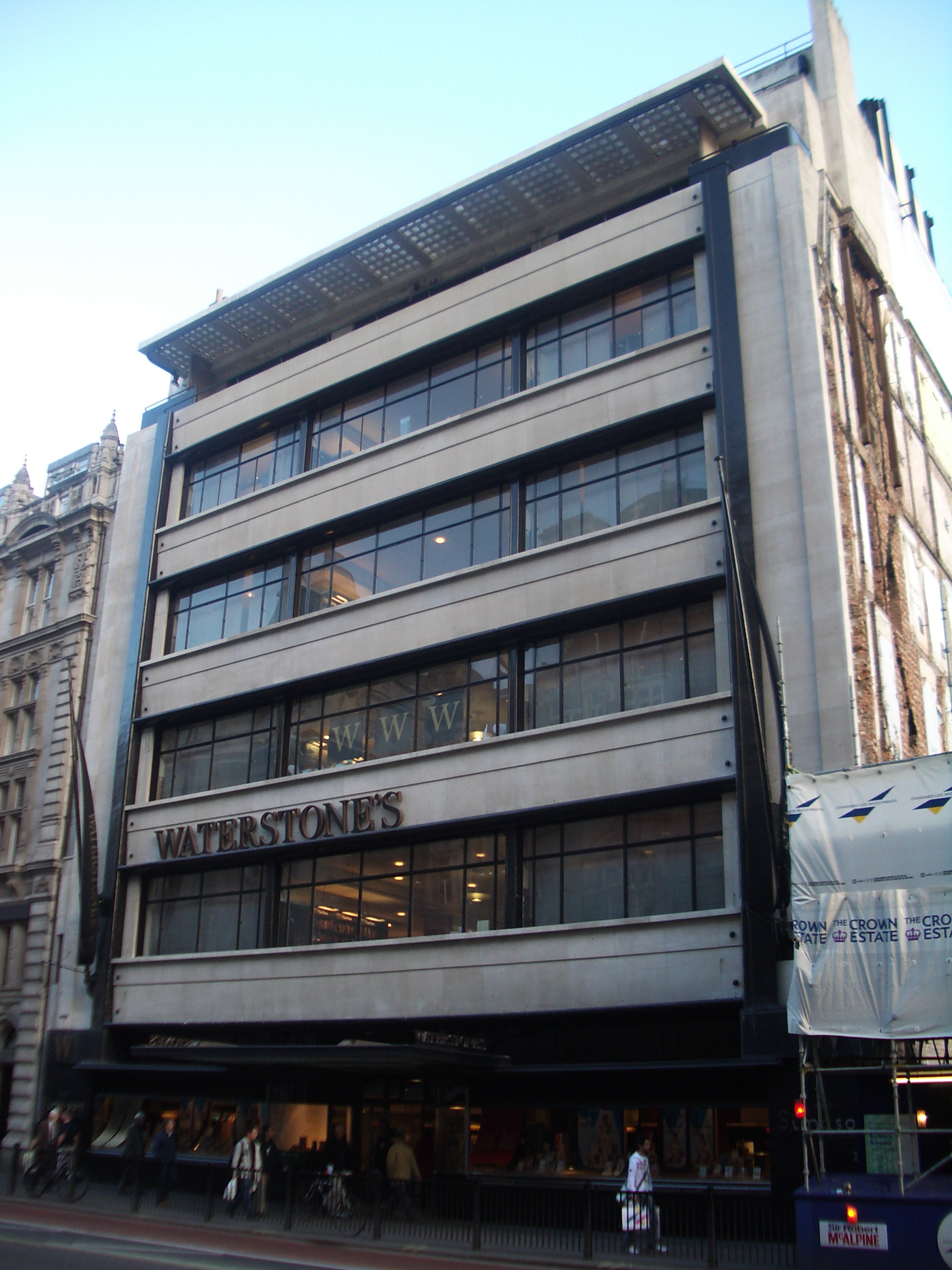
متجر سيمبسون في بيكاديلي، الآن المتجر الرئيسي لشركة ووترستونز

تم إنشاء متجر الملابس سيمبسون (Simpson's) في بيكاديلي بواسطة أليك سيمبسون سنة 1936، لتوفير الملابس الرجالية المصنوعة في المصنع. تم تصميم المبنى من قبل المهندس المعماري جوزيف أمبرتون بأسلوب يمزج بين تصميم آرت ديكو ومدرسة باوهاوس وتأثير لويس سوليفان. عند الافتتاح، ادّعى أنه أكبر متجر للملابس الرجالية في لندن. تم إغلاقه في يناير 1999؛ تعتبر مبانيها حاليًا المتجر الرئيسي لشركة ووترستونز (Waterstones) المُختصّة في بيع الكتب.
خلال القرن العشرين، أصبح بيكاديلي معروفًا كمكان للحصول على الهيروين. يتذكر عازف الجاز ديزي ريس (Dizzy Reece) الأشخاص الذين كانوا يقفون في طابور خارج فرع بيكاديلي من بووتس للحصول على حبوب الهيروين في أواخر الأربعينيات. بحلول الستينيات، كان الشارع والمنطقة المحيطة بهما معروفين بكونهما مركز تجارة المخدرات في لندن، حيث يمكن شراء الهيروين والكوكايين من السوق السوداء. بحلول عام 1982، كان يمكن رؤية ما يصل إلى 20 شخصًا يصطفون في طابور للحصول على المخدرات في شارع شافتسبري أفنيو القريب. في عام 1983، نشرت المجلة البريطانية للإدمان مقالًا عن «مشهد المخدرات في بيكاديلي»، ناقش فيه المؤلف الوجود المنتظم للتجار المعروفين وسهولة الوصول إلى المخدرات.
اليوم، يُعتبر بيكاديلي أحد شوارع التسوق الرئيسية في لندن، حيث يستضيف العديد من المتاجر الشهيرة، إلى جانب الفنادق والمكاتب الفاخرة الأخرى. خلال القرن العشرين، كانت هناك منطقة ثابتة لنوادي السادة، لكن هذا الاستخدام انخفض بشكل حاد، ولم يبق سوى نادي الفرسان والحرس ونادي القوات الجوية الملكية.

## النقل

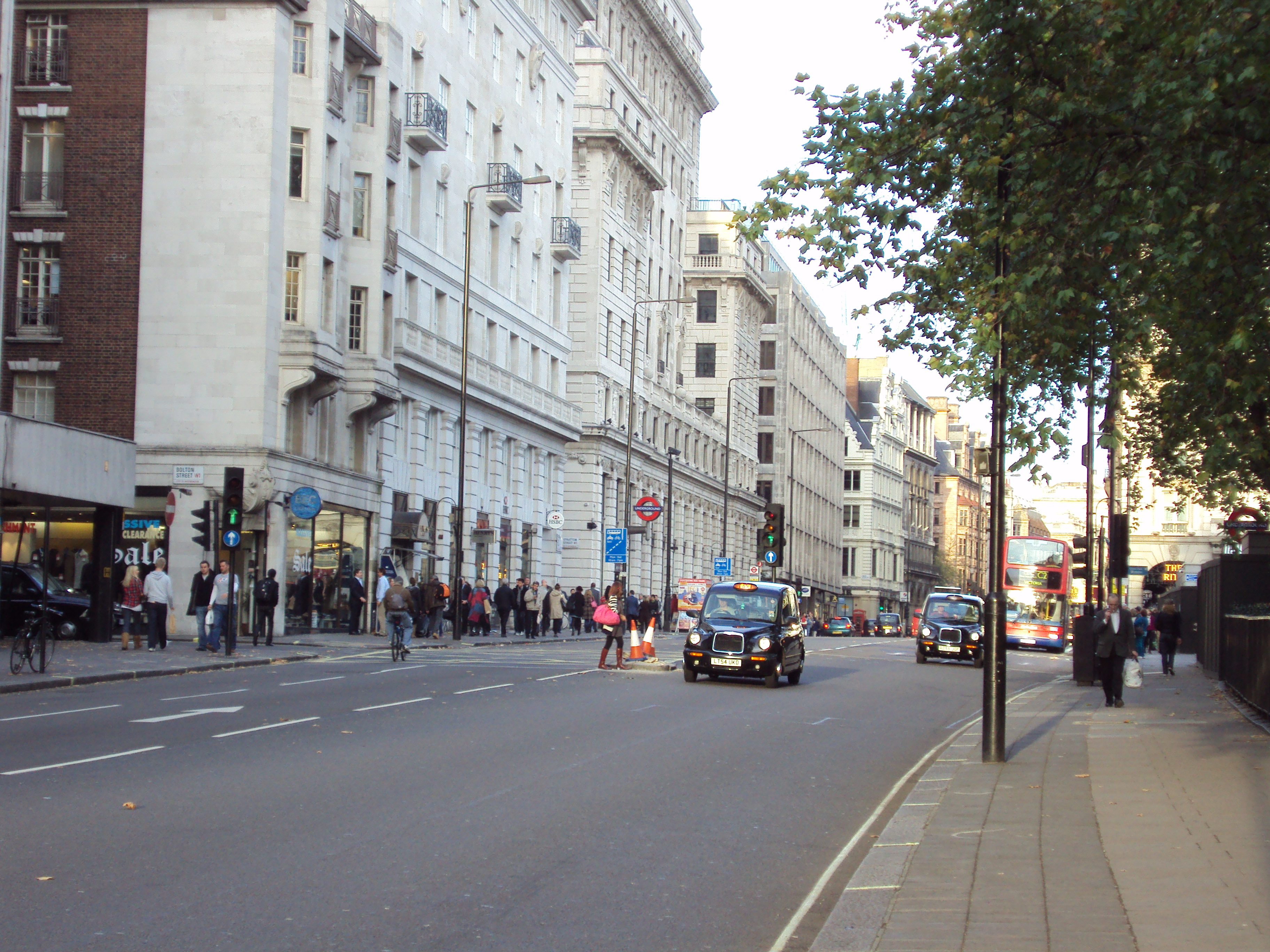
شارع بيكاديلي، باتجاه ميدان بيكاديلي، بالقرب من محطة غرين بارك في عام 2009

بيكاديلي هو طريق رئيسي في وست اند في لندن، ولديه العديد من تقاطعات الطرق الرئيسية. إلى الشرق، افتتح ميدان بيكاديلي عام 1819 لربطه بشارع ريجنت. لقد أصبح أحد المعالم الأكثر شهرة في لندن، خاصة بعد بناء تمثال لإيروس عند التقاطع عام 1893، وإقامة لوحات إعلانية كبيرة في عام 1923. في الطرف الغربي من بيكاديلي يوجد هايد بارك كورنر، والشارع لديه تقاطع طريق رئيسي مع شارع سانت جيمس وتقاطعات أخرى مهمة في شارع ألبيمارل وشارع بوند وشارع دوفر.
الطريق جزء من طريق A4 يربط وسط لندن بهامرسميث، وإيرلز كورت، ومطار لندن هيثرو وخط إم4 السريع. تم الإبلاغ عن الازدحام على طول الطريق منذ منتصف القرن التاسع عشر، مما أدى إلى توسيعه التدريجي وإزالة الأجزاء الشمالية من غرين بارك. تم تركيب إشارة ضوئية في ثلاثينيات القرن الماضي. في أواخر الخمسينيات من القرن الماضي، أعادت وزارة النقل تشكيل ركن هايد بارك في الطرف الغربي لتشكيل نظام دوران كبير لحركة المرور، بما في ذلك توسيع بارك لين. افتتح في 17 أكتوبر 1962 بتكلفة 5 ملايين جنيه إسترليني.
خطوط حافلات لندن (9 و14 و19 و22 و38 وN9 وN19 وN22 وN38 وN97) كلها تسير على طول شارع بيكاديلي. في عام 1972، تم إدخال مسار محمي للحافلات متجهًا غربًا بين ميدان بيكاديلي وسانت جيمس ستريت. في نوفمبر 1976، تم إدخال ممر للحافلات المتجهة شرقًا بين أولد بارك لين وشارع بيركلي. يسافر جزء من خط بيكاديلي في مترو لندن تحت الشارع. تحتوي محطات غرين بارك وهايد بارك وبيكاديلي سيركيس (وكلها على خط بيكاديلي) على مداخل في بيكاديلي أو بالقرب منه. عملت محطة داون ستريت أيضًا الطرف الغربي من الشارع من عام 1907 حتى أغلقت عام 1932 بسبب قلة استخدامها.